# Södertälje Fotbollsarena
La Södertälje Fotbollsarena è uno stadio di calcio situato a Södertälje, nella contea di Stoccolma, in Svezia.
È situata nel quartiere di Geneta, accanto all'arena di hockey su ghiaccio Scaniarinken e a breve distanza dall'autostrada E20.

## Storia
Prima dell'inizio della stagione 2005, l'esclusione dell'Örebro dall'imminente campionato di Allsvenskan portò ad un ripescaggio dell'Assyriska, squadra di Södertälje fondata nel 1974 da immigrati assiri. Il club, che mai aveva raggiunto la massima serie, aveva disputato fino a quel momento i propri incontri al Bårsta IP, che però non rispettava i requisiti previsti per ospitare partite di tale categoria. Nel febbraio 2005 iniziarono così i lavori di costruzione della Södertälje Fotbollsarena, nel frattempo l'Assyriska disputò le gare casalinghe del suo primo e ad oggi unico campionato di Allsvenskan in deroga al Bårsta IP (ad eccezione delle quattro maggiori sfide di cartello, giocate a Stoccolma).
L'apertura del nuovo stadio avvenne nel novembre 2005, quando però l'Allsvenskan 2005 si era già conclusa con la retrocessione dell'Assyriska. Tra il novembre 2005 e il marzo 2006, per via del freddo e delle condizioni ambientali, presso il manto in erba artificiale della Södertälje Fotbollsarena si giocarono cinque partite casalinghe del Djurgården e due dell'Hammarby valide per la Royal League, competizione oggi non più esistente che vedeva impegnate le migliori squadre dei campionati svedese, danese e norvegese.
L'impianto cominciò così ad ospitare non solo le partite casalinghe dell'Assyriska nel campionato di Superettan del 2006, ma anche quelle del Syrianska FC, altra squadra cittadina fondata anch'essa da immigrati (in questo caso arameo-siriaci) che all'epoca era impegnata nella terza serie nazionale. L'anno seguente le due squadre si fronteggiarono in terza serie, per poi ritrovarsi nel 2009 una categoria più in alto, in Superettan. Il record di spettatori nella storia dell'impianto venne registrato proprio in occasione del derby di Superettan del 31 maggio 2009, quando 8 453 persone assistettero alla vittoria per 1-0 del Syrianska che per l'occasione giocava in trasferta.
Con il primo posto ottenuto del Syrianska nella Superettan 2010 e la prima storica promozione del club in Allsvenskan, la Södertälje Fotbollsarena ospitò regolarmente gli incontri del massimo campionato svedese per tre stagioni, fino a quando i giallorossi chiusero l'Allsvenskan 2013 all'ultimo posto in classifica, scendendo in Superettan.
Oltre a continuare a ospitare le partite casalinghe dei due club, a partire dal 2020 lo stadio fu anche la casa dello United IK (poi rinominato United IK Nordic e successivamente Nordic United), formazione che al termine del campionato di Ettan 2023 arrivò a disputare gli spareggi per salire per la prima volta in Superettan, finendo però per perdere 1-0 entrambe le sfide contro l'Örgryte.

## Descrizione
L'impianto, conforme alle regole UEFA, può contenere 5 785 spettatori, dei quali 3 460 a sedere nella tribuna principale e i restanti in piedi nelle tribune lungo gli altri lati del campo. All'evenienza può essere ampliato fino a circa 9 500 posti grazie a tribune removibili. Sono inoltre presenti dieci VIP lounge.

## Spettatori
| Stagione | Assyriska | Campionato | Syrianska | Campionato  |
| -------- | --------- | ---------- | --------- | ----------- |
| 2006     | 1,664     | Superettan | 946       | Division 1  |
| 2007     | 2,178     | Division 1 | 1,535     | Division 1  |
| 2008     | 2,863     | Superettan | 1,754     | Division 1  |
| 2009     | 2,801     | Superettan | 2,286     | Superettan  |
| 2010     | 2,282     | Superettan | 2,687     | Superettan  |
| 2011     | 2,319     | Superettan | 2,852     | Allsvenskan |
| 2012     | 1,924     | Superettan | 2,453     | Allsvenskan |
| 2013     | 1,975     | Superettan | 2,443     | Allsvenskan |
| 2014     | 1,901     | Superettan | 1,809     | Superettan  |